# Wilfried Nancy
Pour les articles homonymes, voir Nancy (homonymie).
Wilfried Nancy, né le 9 avril 1977 au Havre, est un footballeur français reconverti comme entraîneur. Il est actuellement entraîneur-chef du Crew de Columbus en Major League Soccer. Il possède également la nationalité canadienne.

## Biographie

### Jeunesse
Né au Havre en 1977 d'un père guadeloupéen et d'une mère sénégalo-cap-verdienne, il déménage fréquemment durant sa jeunesse (Guadeloupe, Martinique, La Réunion, Djibouti) avant de s'installer à Toulon à l'âge de onze ans après la nouvelle mutation de son père qui travaille dans la marine française. Nancy rejoint d'abord le club local de la marine nationale à son arrivée avant d'être recruté par le Sporting Toulon en 1991.

### Parcours en France

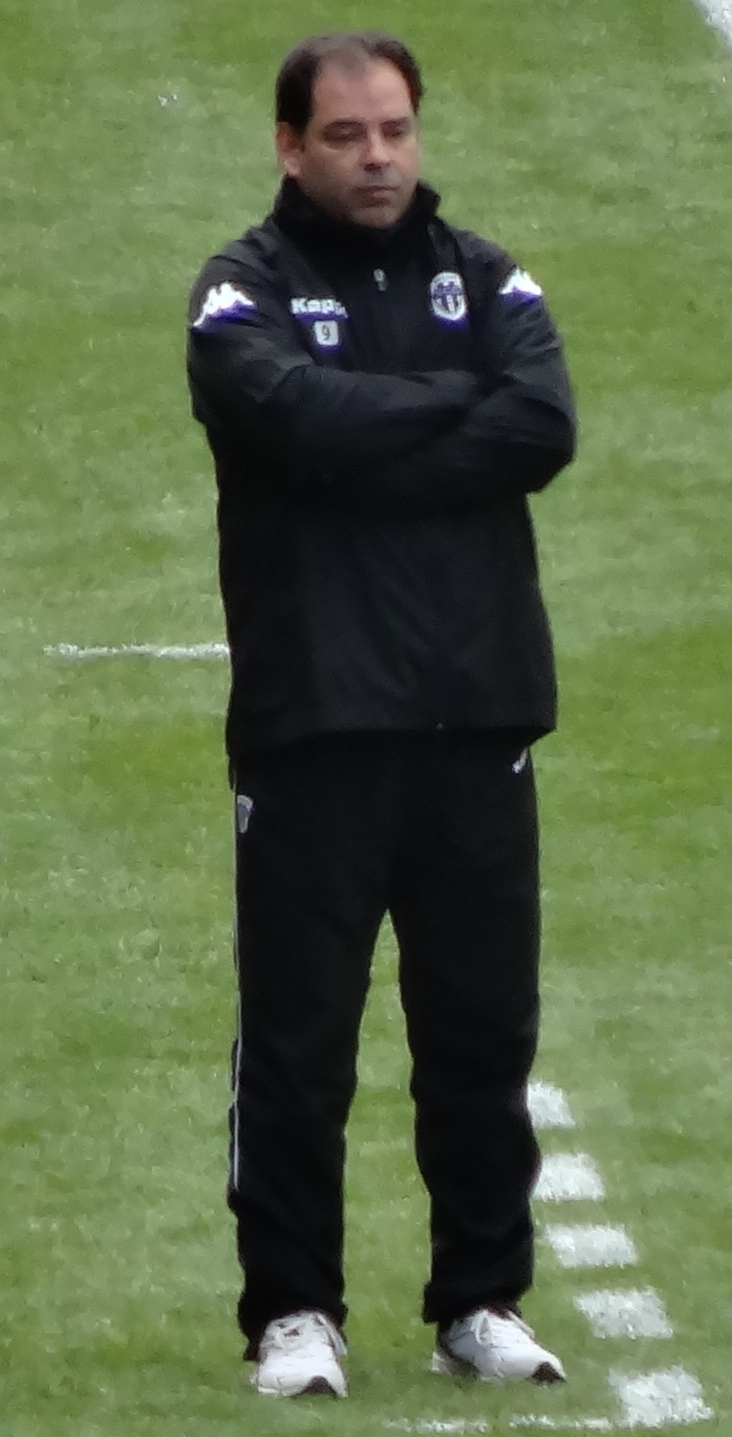
Stéphane Moulin, entraîneur de Wilfried Nancy entre 2002 et 2003, figure importante de son développement.

Il évolue en tant que joueur de 1996 à 2005, et réalise neuf apparitions sur le terrain avec le Sporting Toulon, alors en deuxième division,. En 1998, lorsque le club de la rade est rétrogradé administrativement, il ne poursuit pas l'aventure. Il joue ensuite avec Raon-L'Étape et Noisy-Le-Sec en National,, et avec Beaucaire, Châtellerault, jamais plus d'une seule saison.
À l'été 2000, en fin de contrat, avec Raon-L'Étape, il est proche de signer en deuxième division anglaise mais une mauvaise expérience avec des agents avorte la transaction. Arrivé en 2003 à Orléans, il permet à son dernier club en France d'être promu de CFA2 au CFA,.

### Au Québec, de joueur à entraîneur
En 2005, âgé de vingt-huit ans, Nancy rend visite à sa mère à New York peu après la fin de son parcours à Orléans et passe une semaine de vacances à Montréal où un de ses amis réside depuis un an. Finalement, il décide de s'installer au Québec. Étudiant au certificat d'anglais à l'UQÀM, il joue au poste de défenseur pour les Citadins, l'équipe de l'université, et est élu joueur par excellence, en plus d’être nommé sur la première équipe d’étoiles au Québec et au Canada. Dès l'origine, son projet québécois est d'établir des contacts avec les entraîneurs locaux et démarrer sa propre reconversion. C'est donc à ce moment-là que sa transition vers le rôle d'entraîneur se précise.

« À 22 ans, il y a un coach qui m’a fait ouvrir les yeux sur le jeu. Sur le fait que les maîtres du jeu étaient les joueurs qui n’avaient pas le ballon et non celui qui l’a. Parce que le football est fait de mouvement. Je me suis rendu compte qu’il avait totalement raison, poursuit-il. Les décideurs, ce sont ceux qui n’ont pas le ballon parce que ce sont eux qui vont poser des solutions. J’avais bien aimé ça. »

Déjà entraîneur de jeunes joueurs de onze et douze ans les mercredis après-midis lors de son passage au SO Châtellerault entre 2002 et 2003, son apprentissage du métier d'entraîneur se fait vraiment au contact de Stéphane Moulin, alors entraîneur de l'équipe première où évolue Nancy. Il met rapidement ses nouvelles études universitaires de côté et préfère mettre en application ses connaissances acquises au fil des années lorsqu'il rejoint le personnel du Collège Stanislas et de la section sport-études d'une école de Laval, en banlieue montréalaise.
Par la suite, Nancy dirige des clubs au niveau AAA en 2006 et 2007 puis entraine les équipes du Québec à partir de 2007 avant de se joindre à l'Association régionale de soccer de la Rive-Sud dont il devient directeur technique adjoint dès l'année suivante.
Quand en 2011, l'Impact de Montréal lance son académie, son fondateur Philippe Eullaffroy fait appel à lui pour encadrer les jeunes joueurs,. Il détient une licence UEFA A et un diplôme Elite Formation Coaching Licence (EFCL).

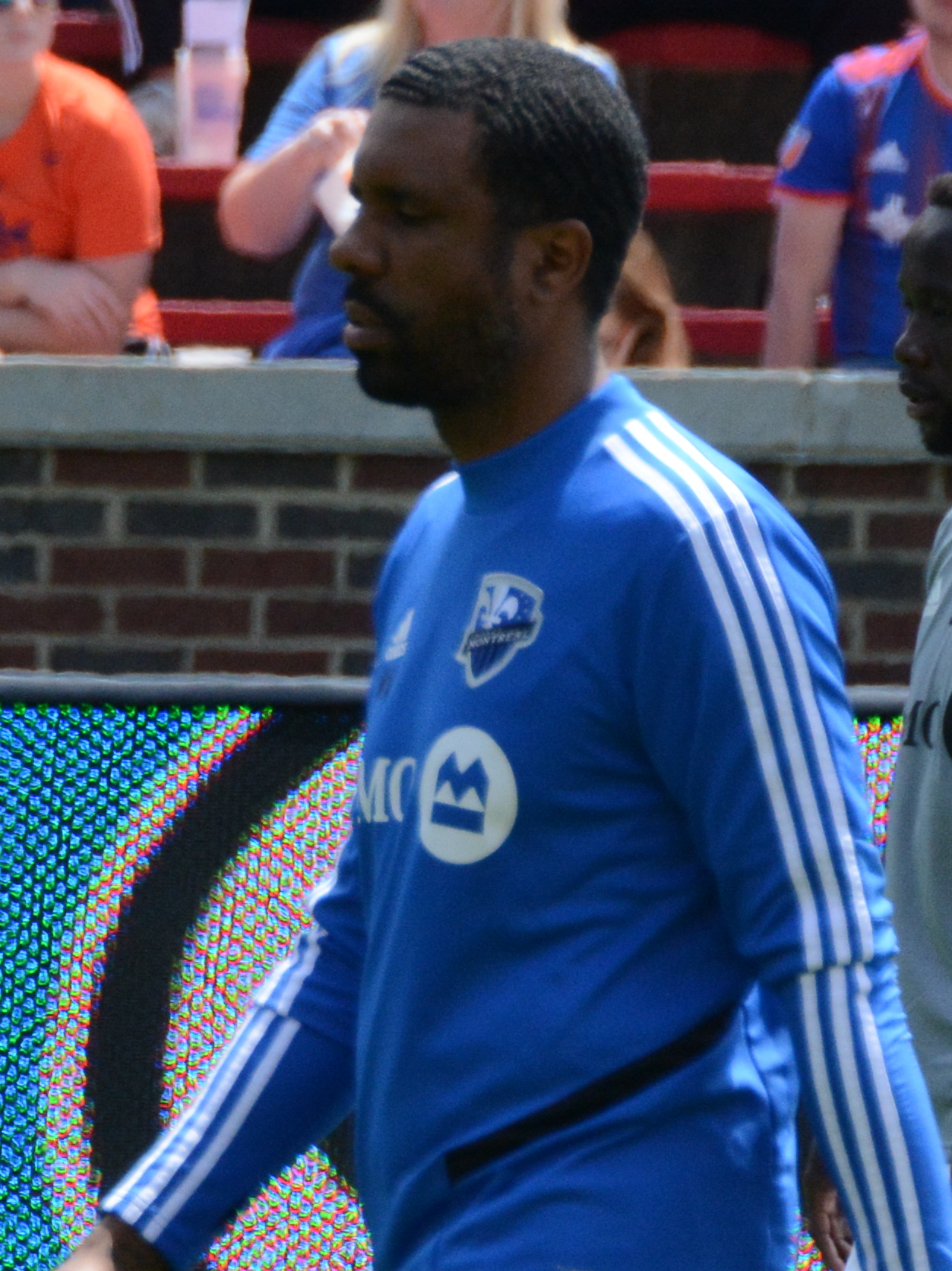
Wilfried Nancy avec l'Impact de Montréal en 2019.

Il entraîne successivement les équipes de moins de 18 ans, moins de 21 ans et de moins de 16 ans de l'Impact de Montréal. Le 7 janvier 2016, il intègre l'équipe première évoluant en Major League Soccer en devenant l'adjoint de Mauro Biello. Il demeure à son poste d'adjoint lors des passages de Rémi Garde, Wilmer Cabrera et Thierry Henry sur le banc montréalais,. Il gravit progressivement les échelons un à un depuis son arrivée au sein du club.

### Entraîneur du CF Montréal
Le 8 mars 2021, il est nommé entraîneur-chef du club alors renommé CF Montréal,. Il succède à Thierry Henry au poste d'entraîneur de l'équipe de Montréal. Son premier match sur le banc montréalais se solde sur une belle victoire 4-2 face au Toronto FC,. Avec un bilan de deux victoires, deux nuls et trois défaites en début de saison, il voit l'option pour 2022 de son contrat être levée dès le 28 mai 2021 par le club montréalais. Si son équipe manque les séries éliminatoires de peu en 2021, Nancy mène le CF Montréal à une deuxième place dans l'association Est en 2022 et atteint la demi-finale de conférence.
Mais en froid avec le président du club, Joey Saputo qui intervient directement dans le vestiaire après une défaite face au Sporting de Kansas City au Stade Saputo en juillet 2022, Wilfried Nancy laisse planer le doute sur son avenir au-delà de la saison 2022. Selon la presse, l'entraîneur aurait même envisagé de quitter le club sur-le-champ après cette altercation avec son président.

### Entraîneur du Crew de Columbus
Le 25 octobre 2022, deux jours après l'élimination du CF Montréal des séries éliminatoires de la saison 2022, Tom Bogert du site officiel de la Major League Soccer fait état d'un intérêt prononcé du Crew de Columbus pour Wilfried Nancy. Lors du point de presse pour établir le bilan de fin de saison, le Français ne souhaite pas aborder la question de son contrat devant les journalistes. Cependant, la nouvelle est officialisée par les deux clubs le 6 décembre 2022,.

## Palmarès

### En tant qu'entraîneur
Crew de Columbus
- Vainqueur de la Coupe MLS en 2023.
- Vainqueur de la League Cup en 2024.